# Diecezja Rochester (anglikańska)
Diecezja Rochester (ang. Diocese of Rochester) – diecezja Kościoła Anglii południowo-wschodniej Anglii, w metropolii Canterbury. Powstała w 604 roku w ramach Kościoła rzymskokatolickiego, w okresie reformacji stała się diecezją anglikańską. Obecnie obejmuje zachodnią część hrabstwa Kent, a także dwie gminy (boroughs) we wschodniej części Londynu, Bexley a Bromley.
Diecezja dzieli się na trzy archidiakonaty, te zaś na dekanaty i parafie, których obecnie jest 218 i obejmują one 268 kościołów. Episkopat diecezji składa się z jej biskupa diecezjalnego oraz jednego biskupa pomocniczego, który nosi tytuł biskupa Tonbridge. 